# Gognies-Chaussée
Gognies-Chaussée – miejscowość i gmina we Francji, w regionie Hauts-de-France, w departamencie Nord.
Według danych na rok 1990 gminę zamieszkiwało 820 osób, a gęstość zaludnienia wynosiła 103 osób/km² (wśród 1549 gmin regionu Nord-Pas-de-Calais Gognies-Chaussée plasuje się na 621. miejscu pod względem liczby ludności, natomiast pod względem powierzchni na miejscu 450.).